# VII Juegos Deportivos Centroamericanos
Los VII Juegos Deportivos Centroamericanos son un evento multideportivo que tuvieron lugar entre el 25 de noviembre y 3 de diciembre de 2001. Las 37 disciplinas fueron repartidas en diversos escenarios de Guatemala
Fueron Inaugurados por Harris Whitbeck como delegado del Presidente de Guatemala Alfonso Portillo, y la antorcha fue encendida por la taekwondoista Euda Carías

## Deportes
| - Ajedrez - Atletismo - Baloncesto - Balonmano - Béisbol - Boliche - Boxeo - Ciclismo - Culturismo - Deportes acuáticos - Buceo - Nado sincronizado - Natación - Waterpolo | - Equitación - Esgrima - Fútbol - Fútbol - Fútbol sala - Gimnasia - Halterofilia - Judo - Karate - Lucha - Patinaje ▼ - Raquetbol - Remo - Sóftbol | - Squash - Taekwondo - Tenis - Tenis de mesa - Tiro con arco - Tiro deportivo - Triatlón - Voleibol - Voleibol - Voleibol de playa |

▼ Deporte de exposición

## Medallero
| Núm. | País        | Oro | Plata | Bronce | Total |
| ---- | ----------- | --- | ----- | ------ | ----- |
| 1    | Guatemala   | 142 | 129   | 93     | 364   |
| 2    | El Salvador | 140 | 117   | 86     | 346   |
| 3    | Costa Rica  | 39  | 64    | 63     | 166   |
| 4    | Panamá      | 16  | 12    | 24     | 52    |
| 5    | Nicaragua   | 15  | 11    | 42     | 68    |
| 6    | Honduras    | 10  | 37    | 67     | 112   |
| 7    | Belice      | 3   | 5     | 11     | 19    |
|      | TOTAL       | 369 | 368   | 389    | 1126  |

## Participantes
| Países participantes | Países participantes | Países participantes | Países participantes | Países participantes | Países participantes | Países participantes |
| -------------------- | -------------------- | -------------------- | -------------------- | -------------------- | -------------------- | -------------------- |
| Belice               | Costa Rica           | El Salvador          | Guatemala            | Honduras             | Panamá               | Nicaragua            |

- Datos: Q4598562